# Důl Anna (Příbram)
Důl Anna je nepoužívaný důl k těžbě stříbrné a olověné rudy na Březových Horách v Příbrami ve Středočeském kraji. Důl byl založen v roce 1789 Janem Antonínem Alisem jako druhý důl v březohorském revíru. Od roku 1914 do roku 1957 byl nejhlubší jámou v revíru.

## Historie
Důl Anna byl založen Janem Antonínem Alisem v roce 1789. Jan Antotnín Alis při stavbě tohoto dolu uplatnil nový systém otvírky ložiska a čerpání vody, stejně jako to udělal na dole Vojtěch. V roce 1867 muselo být postupné hloubení dolu zastaveno, protože přibývalo vody a stroje je nestačily odčerpávat. Proto v roce 1868 byl zřízen stroj na zdvíhání vody a stroj lezný s parním strojem, což umožnilo překonat technologické překážky dalšího postupu hloubení. Od roku 1914 do roku 1957 byla Anna nejhlubší jámou revíru, ve 30. letech 20. století patřila k nejhlubším v Evropě a do poloviny 50. let 20. století byla nejhlubší v Československu. V roce 1941 zde bylo dosaženo maximální hloubky 1464,3 m, poslední 39. patro mělo hloubku 1449,3 m. Později sloužila v systému větrání dolů jako výdušná jáma. Roku 1978 byla těžba na dole Anna ukončena a do roku 1980 zlikvidována. Roku 1929 bylo na dole Anna započato s výstavbou vlastní tepelné elektrárny pro doly.

### Důlní požár
12. ledna 1946 postihl důl Anna požár, jenž vznikl na 36. patře Vojtěšského ležatého odžilku v hlavě II. severního hloubení, ve vzdálenosti asi 270 m severně od Annenského překopu a asi 420 m od výdušné fárací jámy Anna. Díky rychlému zásahu se oběti na lidských životech omezily na dva havíře, kteří zahynuli při útěku z pracoviště a na dva jejich kamarády, kteří se zúčastnili záchranných prací. 17. října 1946 se účastnil pohřbu horníků na Březových Horách příbramský děkan Josef Hartman, je zde pomník důlního neštěstí.

## Současnost
Důl byl uzavřen a zlikvidován v roce 1981, a to zásypem na zátku v hloubce 40,4 m. Ohlubeň pak byla zakryta betonovými panely.
Dnes je důl Vojtěch spravován Hornickým muzeem v Příbrami a je součástí jeho prohlídkového areálu. Je zde možné v rámci expozice navštívit cáchovnu, strojovnu s výše zmíněným parním těžebním strojem značky Breitfeld & Daněk, uskutečnit jízdu důlním vláčkem prokopskou štolou k prokopské jámě, která je se svými takřka šestnácti sty metry hloubky nejhlubší šachtou pro těžbu stříbra v revíru. Další možností je jízda výtahem do historického podzemí a následná procházka takzvaným vodním patrem (Wasserlauf). Vše výše zmíněné je řazeno do prohlídkového okruhu s označením B.